# The Planets (programma televisivo)
The Planets è un programma televisivo britannico di divulgazione astronomica, costituito da una serie di documentari prodotti dalla BBC e presentati dal fisico Brian Cox. Il programma è stato trasmesso dal 28 maggio al 25 giugno 2019 su BBC Two, mentre negli Stati Uniti è andato in onda all'interno della serie Nova dal 24 luglio al 14 agosto dello stesso anno sulla PBS, con la conduzione di Cox sostituita dalla narrazione di Zachary Quinto. In Italia è stato trasmesso nel 2020 su Rai 4.

## Il programma
Affronta la formazione ed evoluzione del sistema solare esponendo teorie ed ipotesi basate sulle informazioni ottenute dalle missioni spaziali. Alle immagini delle sonde si affiancano ricostruzioni in computer grafica.

### Sigla
Il brano musicale della sigla è The Void dei Muse.

## Puntate
| nº | Titolo originale                              | Titolo italiano   | Prima TV UK    | Prima TV Italia |
| -- | --------------------------------------------- | ----------------- | -------------- | --------------- |
| 1  | A Moment in the Sun - The Terrestrial Planets | Mondi interni     | 28 maggio 2019 | 3 giugno 2020   |
| 2  | The Two Sisters - Earth & Mars                | Marte             | 4 giugno 2019  | 17 giugno 2020  |
| 3  | The Godfather - Jupiter                       | Giove             | 11 giugno 2019 | 10 giugno 2020  |
| 4  | Life Beyond the Sun - Saturn                  | Saturno           | 18 giugno 2019 | 24 giugno 2020  |
| 5  | Into the Darkness - Ice Worlds                | Mondi di ghiaccio | 25 giugno 2019 | 1º luglio 2020  |